# Беддоум, Ричард Генри
Ричард Генри Беддоум (англ. Richard Henry Beddome; 11 мая 1830 — 23 февраля 1911) — британский ботаник, герпетолог, натуралист (естествоиспытатель) и офицер.

## Биография
Ричард Генри Беддоум родился 11 мая 1830 года.
Беддоум был выпускником одной из ведущих общественных школ Англии (Charterhouse). Изначально он учился на юриста, но не заинтересовался этой профессией и предпочёл жизнь за границей. Ричард Генри отправился в Индию в поисках приключений. Он был заинтересован ботаникой, а также рептилиями и амфибиями; в 1880 году Беддоум стал членом Мадрасского университета. Ричард Генри внёс значительный вклад в ботанику, описав множество видов растений.
Ричард Генри Беддоум умер 23 февраля 1911 года.

## Научная деятельность
Ричард Генри Беддоум специализировался на папоротниковидных и на семенных растениях, а также на изучении рептилий и амфибий.

### Публикации
- Flora Sylvatica fur Southern India, 1869—1873.
- Ferns of Southern India, 1873.
- Ferns of British India, 1876.
- Forester’s Manual of Botany for Southern India, 1869—1874.
- Icones Plantarum Indies Orientalis, 1874[7].

## Почести
В его честь было названо несколько видов растений, в том числе Barleria beddomei T.Anderson ex Bedd. и Dipteracanthus beddomei (C.B.Clarke) Santapau.